# Fenerbahçe Beko
Fenerbahçe Beko – turecki klub koszykarski występujący w najwyższej klasie rozgrywkowej.

## Historia
Klub Fenerbahçe SK został założony w 1907 roku, a jego sekcja koszykarska w 1913. Fenerbahçe zdobywało tytuły mistrzowskie w 1957, 1959 i 1965, tuż przed powstaniem Ligi tureckiej w 1966 roku. Zespół występował w Eurolidze w 1960 i 1966 roku. Kolejny tytuł mistrzowski zespół wywalczył w 1991 roku po zwycięstwie nad zespołem TOFAŞ.
Fenerbahçe wystąpiło ponownie w Eurolidze w 1992 roku, jednak przegrało w eliminacjach. W latach 1992, 1993 i 1995 drużyna grała w finale ligi tureckiej, jednak nie udało jej się zdobyć tytułu. 3. miejsce w lidze w sezonie 1997/1998 znów pozwoliło wystąpić drużynie w Eurolidze i z takimi zawodnikami jak Mahmoud Abdul-Rauf, Marko Milič, İbrahim Kutluay i Conrad McRae Fenerbahçe dotarło do 1/8 finału tych rozgrywek, przegrywając z Realem Madryt. W latach 1996 i 2001 klub dotarł do ćwierćfinału Pucharu Koracia, a w roku 2005 zajął 4. miejsce w rozgrywkach EuroChallenge. W sezonie 2007/2008 Fenerbahçe Ülker dotarło do ćwierćfinału Euroligi, przegrywając tym razem z zespołem Montepaschi Siena.

## Sukcesy
- Euroliga:
  - Ćwierćfinał (1): 2007-08
- EuroChallenge:
  - Czwarte miejsce (1): 2004-05
- Puchar Koracia:
  - Ćwierćfinał (2): 1995-96, 2000-01
- Türkiye Basketbol Ligi:
  - Mistrz (3): 1990-91, 2006-07, 2007-08
  - Wicemistrz (8): 1967-68, 1969-70, 1970-71, 1982-1983, 1984-85, 1992-93, 1994-95, 2008-09
- Mistrzostwo Turcji:
  - Mistrz (3): 1957, 1959, 1965
  - Wicemistrz (4): 1954, 1956, 1958, 1964
- Puchar Turcji:
  - Zwycięzca (2): 1966-67, 2009-10
  - 2. miejsce (3): 1993-94, 1996-97, 1998-99
- Puchar Prezydenta
  - Zwycięzca (4): 1989-90, 1990-91, 1993-94, 2006-07
  - 2. miejsce (3): 1984-85, 1987-88, 2007-08
- Puchar Federacji:
  - Zwycięzca (5): 1954, 1958, 1959, 1960, 1961
- Liga Stambułu
  - Mistrz (7): 1954-55, 1955-56, 1956-57, 1962-63, 1963-64, 1964-65, 1965-66